# Platja d'en Pere Fet
La platja d'en Pere Fet és una platja natural del municipi de Cadaqués (Alt Empordà), situada a la península de s'Oliguera, a l'extrem nord-est de la badia de Cadaqués, entre la platja d'en Ros i la platja de s'Arenella. Orientada al sud, té una longitud de 70 m i una amplada de 10 m, formada per pedres i sorra gruixuda. S'hi practica el nudisme.
El nom prové d'un antic propietari del que era la vinya limítrofe amb la platja.
Entre aquesta platja i la platja d'en Ros, hi ha el Xalet Pérez del Pulgar, casa construïda el 1957 per Francesc Joan Barba i Corsini.